# (5585) Parks
(5585) Parks est un astéroïde de la ceinture principale aréocroiseur.

## Description
(5585) Parks est un astéroïde aréocroiseur. Il présente une orbite caractérisée par un demi-grand axe de 2,71 UA, une excentricité de 0,40 et une inclinaison de 28,6° par rapport à l'écliptique.

## Compléments